# Црква Успења Пресвете Богородице у Конопници
Црква Успења Пресвете Богородице смештена је у Конопници, недалеко од Власотинца. Припада нишкој епархији, а посвећена је Успењу Пресвете Богородице.

## Историја
Црква у Конопници подигнута је 1840. године, а претпоставља се да је изграђена на темељима старије средњовековне богомоље, мада нема података који би ову тврдњу потврдили, јер претраживање темеља није открило никакав доказ о постојању икакве раније грађевине.

## Архитектура и унутрашњост
Конопничка црква је мања грађевина правоугаоне основе са припратом, наосом и олтаром унутра, и бело окреченим тремом на стубовима са два слива, док апсида захвата читаву источну страну. Живописана је у сва три дела, али је већи део површина под кречом. Уметничка вредност живописа не оцењује се као висока, мада још није довољно проучена, као ни вредност иконостаса. Иначе, иконе ван иконостаса су у пропадању. Међутим, дрвенарије иконостаса, престо и сто на коме стоји икона за целивање, као и радови у дуборезу, представљају дела од несумњиве уметничке вредности, као и одговарајући предмети у лесковачкој и власотиначкој цркви. За резбарије у конопничкој цркви није сигурно ко им је аутор.

## Црквена околина
Поред цркве постојало је и гробље, од кога је остало још само десетак споменика на којима су прочитане године 1852, 1863. и 1864, што је још један доказ да је црква изграђена 1840. године. У једној згради у конопничкој цркви је још 1866. године отворена школа манастирског типа и у њој је свештеник био учитељ.